# サン・ブオーノ
サン・ブオーノ（イタリア語: San Buono）は、イタリア共和国アブルッツォ州キエーティ県にある、人口約900人の基礎自治体（コムーネ）。

## 地理

### 位置・広がり

#### 隣接コムーネ
隣接するコムーネは以下の通り。
- カルピネート・シネッロ
- フレザグランディナーリア
- フルチ
- ジッシ
- リーシャ
- パルモリ

## 行政

### 分離集落
サン・ブオーノには、以下の分離集落（フラツィオーネ）がある。
- Convento Frati Minori, Pantano, Sodere, Cese, Ficoreto, Santa Maria